# Jean Didier Baze
Pour les articles homonymes, voir Baze.
Jean Didier Baze, né le 8 janvier 1800 à Agen (Lot-et-Garonne) et mort le 14 avril 1881 à Paris, est un avocat et homme politique français.
Il est député du Lot-et-Garonne sous la Deuxième République, opposant au Second Empire, député puis sénateur inamovible au début de la Troisième République. 

## Biographie

### Avocat et notable d'Agen
Issu d'une famille modeste, fils de Clément Baze, ouvrier graveur sur bois, et de Radegonde Dorothée Godoffre, Jean Didier Baze est né à Agen le 8 janvier 1800. Il a trois sœurs. Il suit une scolarité secondaire à Agen. Après des études de droit à Paris, puis il revient s'établir comme avocat à Agen en 1821. Il est par deux fois bâtonnier de l'ordre des avocats d'Agen. 
En 1830, après la révolution de Juillet, il est nommé adjoint au maire d'Agen, mais il démissionne rapidement. Cependant, Il reste longtemps commandant de la garde nationale d'Agen sous la monarchie de Juillet.
En 1842, il épouse Adélaïde Dowling, fille d'un riche négociant de Bordeaux et nièce du préfet de Lot-et-Garonne, Jean Adrien Brun. ce mariage conforte sa position sociale.

### Député de la Deuxième République
En 1848, il soutient la révolution de février et est élu député du Lot-et-Garonne à l'Assemblée constituante en avril.  Il y soutient Louis-Napoléon Bonaparte. Orléaniste membre du parti de l'Ordre, il est réélu député du Lot-et-Garonne le 13 mai 1849. Il est élu questeur de l'Assemblée. Défendant les prérogatives de l'Assemblée, il est un des auteurs de la proposition des questeurs du 6 novembre 1851 qui cherche à contrecarrer les menaces de Louis-Napoléon Bonaparte.

### Opposant au Second Empire
C'est pour cela que, lors du coup d’État de 2 décembre 1851, il est arrêté et emprisonné un mois (à Mazas), avant d'être exilé en Belgique, à Liège. 
En 1859, il rentre en France après l'amnistie générale décidée en août et s'installe comme avocat à Paris. Candidat aux élections législatives dans le Lot-et-Garonne en 1863 et en 1869, il est par deux fois battu par le bonapartiste Raymond Noubel, mais il est élu conseiller général dans le deuxième canton d'Agen, contre Raymond Noubel, en juin 1864. Au conseil général de Lot-et-Garonne, il est le seul opposant.

### Député puis sénateur inamovible de la Troisième République
En février 1871, il est élu député du Lot-et-Garonne à l'Assemblée nationale sur la liste conservatrice, et redevient questeur. Il se positionne entre le centre droit et la droite orléaniste. Il s'abstient lors du vote sur la démission d'Adolphe Thiers et vote contre l'amendement Wallon et les Lois constitutionnelles de 1875.
Le 11 décembre 1875, il est élu sénateur inamovible en 1875 et siège, au centre droit, jusqu'à son décès, mais son activité est réduite parce qu'il est malade. Il semble être alors revenu au libéralisme du début de sa carrière.
Il meurt le 15 avril 1881 à Paris, laissant sa veuve et deux filles. Il est inhumé au cimetière du Montparnasse..